# White Frog
Pour plus de détails, voir Fiche technique et Distribution.

White Frog est un film américain écrit par Fabienne Wen et Ellie Wen et réalisé par Quentin Lee. Le film, qui a été présenté en avant-première au Festival international du film asio-américain de San Francisco le 8 mars 2012, une comédie dramatique destinée aux jeunes adultes.

## Synopsis
Nick Young (Booboo Stewart), est un jeune lycéen américain d'origine asiatique atteint de troubles du spectre de l'autisme qui idolâtre son frère aîné Chaz Young (Harry Shum Jr). Un jour, Chaz est renversé par une voiture et meurt. Les parents (Joan Chen  et B. D. Wong), désemparés, tentent de préserver la mémoire du "fils parfait", tandis que Nick, qui lutte pour surmonter son chagrin, va découvrir les secrets de son frère ainé, ce qui pourrait bien déchirer la famille Young. 

## Fiche technique
- Réalisation : Quentin Lee
- Scénaristes : Fabienne Wen et Ellie Wen
- Producteurs exécutifs : David Henry Hwang et Kevin Iwashina
- Producteurs : Chris Lee, Joel Soisson et Ellie Wen
- Coproducteur : Stanley Yung
- Musique : Steven Pranoto
- Directeur de la Photographie : Yasu Tanida
- Montage : Matthew Rundell
- Casting : Brad Gilmore
- Décors : Marina Starec
- Costumes : Michelle Wang
- Budget : 1 million $
- Pays de production : États-Unis
- Langue originale : anglais
- Format : couleur
- Genre : comédie dramatique
- Durée : 97 minutes
- Dates de sortie : 8 mars 2012

## Distribution
- Booboo Stewart : Nick Young
- Harry Shum Jr : Chaz Young
- Joan Chen  : Irene Young
- B. D. Wong : Oliver Young
- Tyler Posey : Doug
- Gregg Sulkin : Randy
- Talulah Riley : Mrs.Lee
- Justin Martin : Cameron
- Manish Dayal : Ajit
- Phil Abrams : Ira Goldman
- Kelly Hu : tante May
- Amy Hill : Dr. King
- David Henry Hwang : Le Pasteur
- Jasmine Di Angelo : Briana
- Ron McCoy : Le Barbu
- Lynn Ann Leveridge : Maria
- Ellie Wen : Marcy
- Kathryn Layng : Edie
- Major Curda : Samuel
- Ammanfil Oreta : Ken
- Emily Macaranas : Lucy
- Carla Jimenez : Mme. Rodriguez
- Gavin D. Toy : Luke
- Lola Taylor Gaines : Kristin
- Jordan Holmes : Le jeune dans la voiture
- James Hunter : Le Policier

## Distinctions

### Récompenses
- 2012 : Prix du meilleur long métrage narratif au Philadelphia Asian American Film Festival (en)
- 2013 : Prix du meilleur acteur décerné à Booboo Stewart au FilmOut San Diego (it)